# Tamaz Mchedlidze
Pour les articles homonymes, voir Mchedlidze.
Pas d'image ? Cliquez ici

a Compétitions nationales et continentales officielles uniquement.

b Matchs officiels uniquement.
Dernière mise à jour le 3 juin 2023.
Tamaz Mchedlidze (en géorgien : თამაზ მჭედლიძე et phonétiquement en français : Tamaz Mtjédlidzé), né le 17 mars 1993 à Tbilissi (Géorgie), est un joueur de rugby à XV international géorgien évoluant au poste d'ailier ou de centre.

## Biographie
Né à Tbilissi, Tamaz Mchedlidze commence la pratique du rugby à XV avant ses 10 ans, imitant son frère. Il est formé au club du Rugby Club Armia de Tbilissi, évoluant en championnat de Géorgie, et joue sous le maillot national géorgien en catégories de jeunes, participant notamment au championnat d'Europe des moins de 18 ans en Italie ainsi qu'au Trophée mondial junior de 2012 (en) avec les moins de 20 ans.
En 2012, il a l'occasion de jouer en France, par l'intermédiaire de Gregori Labadze, et signe un contrat avec le Stade montois, évoluant alors Top 14, ; il rejoint ainsi les espoirs montois et prend part cette même saison à six rencontres de championnat et cinq de Challenge européen avec l'équipe première.
Il obtient sa première cape internationale avec l'équipe de Géorgie le 2 février 2013, affrontant la Belgique au stade Roi Baudouin de Bruxelles.
À la recherche de plus de temps de jeu, il tente sa chance au niveau en dessous avec l'US bressane qui vient d'être promu en Pro D2 pour la saison 2013-2014.
À l'intersaison 2014, il rejoint le SU Agen, contacté par Stéphane Prosper, son ancien entraîneur à Mont-de-Marsan,. Il fait ensuite partie du groupe géorgien sélectionné pour participer à la Coupe du monde 2015 en Angleterre, disputant les quatre rencontres de la phase de poule. Durant ses années agenaises, Mchedlidze retrouve à plusieurs reprises la première division,. Après une blessure fin décembre 2018 en championnat, il ne dispute plus aucun match sous le maillot agenais, n'entrant plus dans les choix de son entraîneur Mauricio Reggiardo.
Non conservé par le club lot-et-garonnais à l'issue de cette saison 2018-2019, il rejoint le Rouen NR qui vient d'être promu en Pro D2. Il prend part avant le début du championnat, à la Coupe du monde 2019 au Japon, avec la sélection géorgienne. Il y dispute deux rencontres de poule, contre le pays de Galles et l'Australie. Après une saison 2019-2020 tronquée par la pandémie de Covid-19, Mchedlidze et les Rouennais acquièrent leur maintien la saison suivante.
En fin de contrat, il signe à l'intersaison 2021 un contrat d'une année plus une optionnelle avec l'US Dax, évoluant en Nationale ; son année optionnelle sera finalement activée. Gêné pendant ces deux années par une blessure au genou, ne disputant que deux rencontres lors de la saison 2022-2023, Mchedlidze met un terme à sa carrière professionnelle à l'issue de cette dernière,.
Il continue tout de même la pratique amateur dans les Landes, rejoignant le Saint-Paul Sports Rugby voisin en Fédérale 2,.

## Palmarès
- Championnat de France de 2e division :
  - Vainqueur de la finale d'accession : 2015 avec le SU Agen.
- Championnat de France de Nationale :
  - Vice-champion : 2023[note 2],[22] avec l'US Dax.

## Statistiques en équipe nationale
| Année | Compétition                     | Matchs | Points | Essais |
| ----- | ------------------------------- | ------ | ------ | ------ |
| 2013  | Championnat d'Europe 2012-2014  | 5      | 10     | 2      |
| 2013  | Tbilissi Cup                    | 2      | 5      | 1      |
| 2013  | Test matchs à domicile,         | 3      | 0      | 0      |
| 2013  | Test matchs en tournée          | 1      | 0      | 0      |
| 2014  | Championnat d'Europe 2012-2014  | 4      | 0      | 0      |
| 2014  | Tbilissi Cup                    | 3      | 5      | 1      |
| 2014  | Test matchs à domicile,         | 2      | 0      | 0      |
| 2014  | Test matchs en tournée,         | 1      | 0      | 0      |
| 2015  | Championnat d'Europe 2014-2016  | 5      | 0      | 0      |
| 2015  | Tbilissi Cup                    | 3      | 0      | 0      |
| 2015  | Test matchs en tournée,         | 2      | 0      | 0      |
| 2015  | Coupe du monde 2015,            | 4      | 0      | 0      |
| 2016  | Championnat d'Europe 2014-2016  | 4      | 10     | 2      |
| 2016  | Test matchs à domicile,         | 2      | 0      | 0      |
| 2016  | Test matchs en tournée,         | 4      | 0      | 0      |
| 2017  | Test matchs en tournée,         | 1      | 0      | 0      |
| 2018  | Coupe des nations du Pacifique, | 1      | 0      | 0      |
| 2018  | Test matchs à domicile,         | 3      | 0      | 0      |
| 2018  | Test matchs en tournée,         | 1      | 5      | 1      |
| 2019  | Test matchs à domicile,         | 1      | 0      | 0      |
| 2019  | Test matchs en tournée,         | 1      | 0      | 0      |
| 2019  | Coupe du monde 2019,            | 2      | 0      | 0      |
| 2020  | Championnat d'Europe 2020-2021, | 2      | 0      | 0      |
| 2020  | Test matchs en tournée,         | 1      | 0      | 0      |
| 2020  | Coupe d'automne des nations,    | 2      | 0      | 0      |
| 2021  | Championnat d'Europe 2020-2021, | 1      | 0      | 0      |
| Total | Total                           | 61     | 35     | 7      |